# Trial by fire
Trial by fire is een studioalbum van Journey.

## Geschiedenis
De uitstapjes naar andere muziekgroep en grotendeels mislukte solocarrières brachten geen succes. In de zomer van 1996 kwam Journey weer bij elkaar in de samenstelling die in de jaren tachtig zo veel succes had gehad. Na het uitbrengen van Trial by fire bleek dat de oorspronkelijke liefhebbers de band direct weer wisten te vinden. De band had weer grote successen in de Verenigde Staten met dit album en enkele singles die van het album waren getrokken. Er waren niet zoveel hits als eerst, maar When you love a woman haalde de top 20 van de Billboard Hot 100. Het album zelf haalde de derde plaats in de Billboard 200.
Het succes van het album was des te opvallender daar er geen tournee aan vastgekoppeld kon worden. Zanger Steve Perry moest een heupoperatie ondergaan en voelde zich onder druk gezet. Uiteindelijk zou het leiden tot het vertrek van Perry en Steve Smith. Die laatste vond optredens zonder Perry niet de moeite waard. Dat op zich was vreemd, want Perry had Smith ooit uit de band gezet.
In het Verenigd Koninkrijk haalde de plaat de top 100 niet. Ook in Nederland leek het succes niet overweldigend. Het album haalde zes weken in de Nederlandse Album Top 100 met een 47ste plaats als hoogste notering. Tegelijkertijd bleef in kleine kringen de release niet onopgemerkt. Volgens Van den Heuvel deed zij zelfs de belangstelling voor het gehele AOR-genre opnieuw aanwakkeren .

## Musici
- Neal Schon – gitaar, zang
- Steve Perry - zang
- Jonathan Cain – toetsinstrumenten, slaggitaar, zang
- Steve Smith – slagwerk en percussie
- Ross Valory – basgitaar, zang

met
- Paulinho da Costa – percussie

## Muziek
Alle door Scho, Cain en Perry, behalve waar aangegeven.

| Nr. | Titel                                                       | Duur |
| --- | ----------------------------------------------------------- | ---- |
| 1.  | Message of love (Schon, Cain, Perry, John Bettis)           | 5:34 |
| 2.  | One more                                                    | 5:28 |
| 3.  | When you love a woman                                       | 4:07 |
| 4.  | If he should break your heart                               | 4:23 |
| 5.  | Forever in blue                                             | 3:35 |
| 6.  | Castles burning                                             | 6:00 |
| 7.  | Don't be down on me baby                                    | 4:01 |
| 8.  | Still she cries                                             | 5:04 |
| 9.  | Colors of the spirit (Schon, Cain, Perry, Bettis)           | 5:41 |
| 10. | When I think of you (Cain, Perry)                           | 4:21 |
| 11. | Easy to fall                                                | 5:15 |
| 12. | Can't tame the lion                                         | 4:32 |
| 13. | It's just the rain                                          | 5:19 |
| 14. | Trial by fire                                               | 4:41 |
| 15. | Baby I'm leaving you                                        | 2:49 |
| 16. | I can see it in your eyes (bonustrack Japan en 2006-versie) | 4:12 |

## Hitnotering

### NederlandseAlbum Top 100
| Hitnotering: 02-11-1996 t/m 07-12-1996 | Hitnotering: 02-11-1996 t/m 07-12-1996 | Hitnotering: 02-11-1996 t/m 07-12-1996 | Hitnotering: 02-11-1996 t/m 07-12-1996 | Hitnotering: 02-11-1996 t/m 07-12-1996 | Hitnotering: 02-11-1996 t/m 07-12-1996 | Hitnotering: 02-11-1996 t/m 07-12-1996 | Hitnotering: 02-11-1996 t/m 07-12-1996 |
| Week:                                  | 1                                      | 2                                      | 3                                      | 4                                      | 5                                      | 6                                      |                                        |
| -------------------------------------- | -------------------------------------- | -------------------------------------- | -------------------------------------- | -------------------------------------- | -------------------------------------- | -------------------------------------- | -------------------------------------- |
| Positie:                               | 76                                     | 47                                     | 66                                     | 74                                     | 85                                     | 97                                     | uit                                    |

1. ↑  Van den Heuvel, Hans (1997). De Hard Rock & Heavy Metal Encyclopedie. Centerboek, p. 19. ISBN 9060109120.